# Nádipatkányfélék
A nádipatkányfélék (Thryonomyidae) az emlősök (Mammalia) osztályába és a rágcsálók (Rodentia) rendjébe tartozó család.

## Rendszerezés
A családba az alábbi 1 nem és 2 faj tartozik:
- Thryonomys Fitzinger, 1867 - 2 faj
  - kis nádipatkány (Thryonomys gregorianus) Thomas, 1894
  - nagy nádipatkány (Thryonomys swinderianus) Temminck, 1827 - típusfaj

## Előfordulásuk
A nádipatkányfélék elterjedési területe Afrikában a Szaharától délre Délnyugat-Afrika középső területéig, Etiópiáig és Szenegálig, valamint Fokföld nyugati és keleti részéig terjed.

## Megjelenésük
Az állatok hossza 35-60 centiméter, farokhossza 7-26 centiméter és testtömege 4-9 kilogramm. Testük nagy és nehéz. Nagy fejükön rövid orr, apró szem és kis, csupasz fül található. A fül, alig látszik ki a vastag bunda alól. Lábuk rövid és erős. A bunda, durva, serteszerű szőrszálakból áll. Színe barna vagy sárgás lehet. Álluk és torkuk fehér. Metszőfogaik erősek és narancssárga színűek. Felső fogaikon három hosszanti rovátka található. Farkuk rövid és pikkelyes, mint a házi patkányé; a vége elvékonyodik. A kifejlett hím vagy nőstény nádipatkány nagyobb, mint a házi macska.

## Életmódjuk
A nádipatkányfélék társas állatok. Az év legnagyobb részében vegyes csoportokban élnek. Inkább éjjel aktívak, de nappal is előjönnek. Táplálékuk fűfélék és cukornád, más termesztett gyümölcsök, fakéreg és termések. Az állatok a fogságban 4 évig élnek.

## Szaporodásuk
Az ivarérettséget egyéves korban érik el. A párzási időszak bizonyos területeken egész évben tart. A vemhesség 3-4 hónapig tart, ennek végén 2-4 utód jön a világra. Az utódok szőrösen és nyitott szemmel születnek.

## Érdekességek
Ghánában, Accra városában évente körülbelül 200 000 kilogramm nádipatkány-húst adnak el.